# Чемпионат Нидерландов по международным шашкам среди мужчин (быстрые шашки)
Чемпионат Нидерландов по международным шашкам среди мужчин в формате быстрые шашки — соревнование по шашкам, проводится с 2005 года. 
Пятикратным чемпионом страны является Антон ван Беркел. В 2009 году победителем стал двукратный чемпион Африки Жан Марк Нджофанг, проживающий в Нидерландах с 2002 года.

## Регламент
На партию участникам даётся 20 минут + 5 секунд за один ход.

## Победители
| Дата       | Место   | Участник          |
| 20.11.2005 | Тилбург | Антон ван Беркел  |
| 17.12.2006 | Вурден  | Антон ван Беркел  |
| 23.12.2007 | Утрехт  | Антон ван Беркел  |
| 21.12.2008 | Утрехт  | Рон Хёсденс       |
| 20.12.2009 | Утрехт  | Жан Марк Нджофанг |
| 19.12.2010 | Утрехт  | Антон ван Беркел  |
| 8.10.2011  | De Bilt | Фрерик Андриссен  |
| 6.10.2012  | Утрехт  | Пим Мёрс          |